# Повага (фільм)
«Повага» (англ. Respect) — біографічна драма режисера Лізль Томмі. Картина заснована на житті відомої американської соул-співачки Арети Франклін.

## В ролях
- Дженніфер Хадсон — Арета Франклін
  - Скай Дакота Тернер — молода Арета
- Форест Вітакер — Ч. Л. Франклін
- Марлон Вейанс — Тед Вайт
- Одра Макдональд — Барбара Франклін
- Мері Джей Блайдж — Діна Вашингтон
- Сейкон Сенгблох — Емма Франклін
- Хейлі Кілгор — Керолін Франклін
- Марк Марон — Джеррі Векслер
- Тейт Донован — Джон Хеммонд
- Тітусс Берджесс — Джеймс Клівленд
- Кімберлі Скотт — Мама Франклін
- Лордік Сі Коллінз — Смокі Робінсон

## Виробництво
На роль Арети Франклін від самого початку розглядалася Дженніфер Хадсон. Сама Арета брала участь у створенні картини аж до своєї смерті в серпні 2018 року. У січні 2019 на роль режисера була затверджена Лізль Томмі. Кастинг проводився до жовтня 2019 року, коли були відібрані останні актори на головні ролі, в тому числі Форест Вітакер, Марлон Вейанс, Одра Макдональд, Мері Джей Блайдж.
Знімання картини розпочали у Джорджії у вересні 2019 року. Снік-пік вийшов 20 грудня 2019 року.

## Реліз
Прем'єра фільму в США відбулася 15 грудня 2021 року. Раніше прем'єра повинна була відбутися 14 серпня 2020 року, але внаслідок пандемії коронавірусу була відкладена.